# Руднёво (электродепо)
Электродепо́ «Руднёво» (ТЧ-20) — электродепо Московского метрополитена, обслуживающее Некрасовскую линию с 3 июня 2019 года. Служебные соединительные ветви от депо подходят к станции «Лухмановская». Оно стало вторым в Московском метрополитене после электродепо ТЧ-9 «Фили» и третьим после ТЧ-1 «Автово» Петербургского метрополитена в России, в котором к управлению электропоездом допущены женщины.

## Строительство
- 2013 год — на месте стройплощадки депо проводились геологоразведочные работы и началось обустройство стройплощадки. Позже все работы были свёрнуты[источник не указан 3148 дней].
- Январь 2015 года — возобновление строительства, появилась техника[источник не указан 3148 дней].
- 17 октября 2016 года — объект представляет собой активную стройплощадку с большим количеством техники и почти готовыми зданиями депо[источник не указан 3148 дней].
- 18 октября 2018 года — завершение строительства первого этапа электродепо. Готовы основные конструкции строений и парковые пути в депо. Ведется внутренняя отделка помещений и монтаж инженерных систем[4].
- июнь 2019 года — завершён первый этап строительства электродепо «Руднёво». Первый пусковой комплекс включает отстойно-ремонтный и административно-бытовой корпуса, здание аварийно-восстановительных служб и вспомогательные сооружения[5].
- 19 августа 2020 года — завершён второй этап строительства, который включает в себя сооружение зданий электромеханической службы, ремонтно-строительного участка и объединённого склада, а также расширение отстойно-ремонтного корпуса. С завершением второго этапа строительства электродепо «Руднёво» было полностью введено в эксплуатацию[6].

Генеральный проектировщик и генеральный подрядчик по строительству электродепо АО «Мосинжпроект».

## Характеристики
Площадь — 20,7 га. В депо производится техническое обслуживание, ремонт и отстой поездов Некрасовской линии. Вместимость депо рассчитана на размещение на ночной отстой 31 состава и техническое обслуживание 48 составов.

## Обслуживаемые линии
| Линия        | Период                 |
| ------------ | ---------------------- |
| Некрасовская | 2019 — настоящее время |

## Подвижной состав

### Пассажирский подвижной состав
| Тип вагонов                        | Период                 | Вагонов в составе | Состояние               |
| ---------------------------------- | ---------------------- | ----------------- | ----------------------- |
| 81-765.4/766.4/767.4 «Москва-2019» | 2019 — настоящее время | 8                 | регулярная эксплуатация |
| 81-765/766/767 «Москва»            | 2020—2023              | 8                 | переданы                |

## В культуре
«Руднёво» присутствует в дополнении (моде) «Metrostroi Subway Simulator» к игре «Garry's Mod» в Steam вместе с Некрасовской линией. Электродепо функционирует в виде аддонов в Steam Workshop и разработано «игроками-энтузиастами». Дополнение отличается от других симуляторов высокой реалистичностью.